# Tico-tico-do-são-francisco
Tico-tico-do-rio-são-francisco ou tico-tico-do-são-francisco (Arremon franciscanus) é uma espécie de ave da família Emberizidae.
É endémica do Brasil. Está ameaçada por perda de habitat.